# اخاگرام
اخاگرام (به انگلیسی: Akhagram) یک منطقهٔ مسکونی در پاکستان است که در خیبر پختونخوا واقع شده‌است.